# Mạy lay
Mạy lay hay láy Thái, tên khoa học Gigantochloa albociliata, là một loài thực vật có hoa trong họ Hòa thảo. Loài này được (Munro) Kurz mô tả khoa học đầu tiên năm 1877.